# Euan Burton (Musiker)
Euan Burton (* 1985) ist ein schottischer Jazz-Bassist (Kontrabass, Bassgitarre) und Komponist.

## Leben und Wirken
Burton wuchs in East Kilbride auf, wo er mit zehn Jahren begann Bassgitarre zu spielen. Nach seinem Wechsel zur Jazzmusik spielte er Kontrabass und studierte am Musikkonservatorium in Birmingham, u. a. bei Dave Holland, Ed Howard, Dave Douglas und Ari Hoenig. Daneben arbeitete er in verschiedenen schottischen Gruppen und trat mit dem Scottish National Jazz Orchestra auf. Auf internationaler Ebene spielte er mit Jonathan Kreisberg und im Ari Hoenig Trio (mit Gilad Hekselman). Neben dem Jazz arbeitete er im Bereich der Folk-, Pop- und Rockmusik, u. a. mit Camille O’Sullivan, Phil Cunningham und Aly Bain. Unter eigenem Namen legte er mehrere Alben vor, für die er Kompositionen schrieb, darunter die mehrteilige Suite Occurrences.

## Diskographische Hinweise
- Collective (2006)
- Forgotten Things (2010, Wee Jazz), mit Ari Hoenig, Gilad Hekselman, Martin Kershaw und Tom Gibbs
- Occurrences (2012, Whirlwind), mit Will Vinson, Mark McKnight, Steve Hamilton und James Maddren